# Porropis
Porropis is een geslacht van spinnen uit de  familie van de Thomisidae (krabspinnen).

## Soorten
- Porropis callipoda Thorell, 1881
- Porropis flavifrons L. Koch, 1876
- Porropis homeyeri (Karsch, 1880)
- Porropis nitidula Thorell, 1881
- Porropis poecila Kulczynski, 1911
- Porropis tristicula Thorell, 1881